# Telefon 110
Telefon 110 (niem. Polizeiruf 110) – niemiecki serial kryminalny produkowany od 1971 roku.
"Wschodnioniemieckie" odcinki serialu, przedstawiające pracę Volkspolizei były emitowane przez TVP w pierwszym i drugim programie w latach 70. i 80. XX w. Przez ponad 30 lat produkcji w serialu wielokrotnie zmieniała się obsada, wystąpiło w nim kilkuset aktorów niemieckich. Serial powstał jako odpowiedź na zachodnioniemiecki Tatort.

## Fabuła

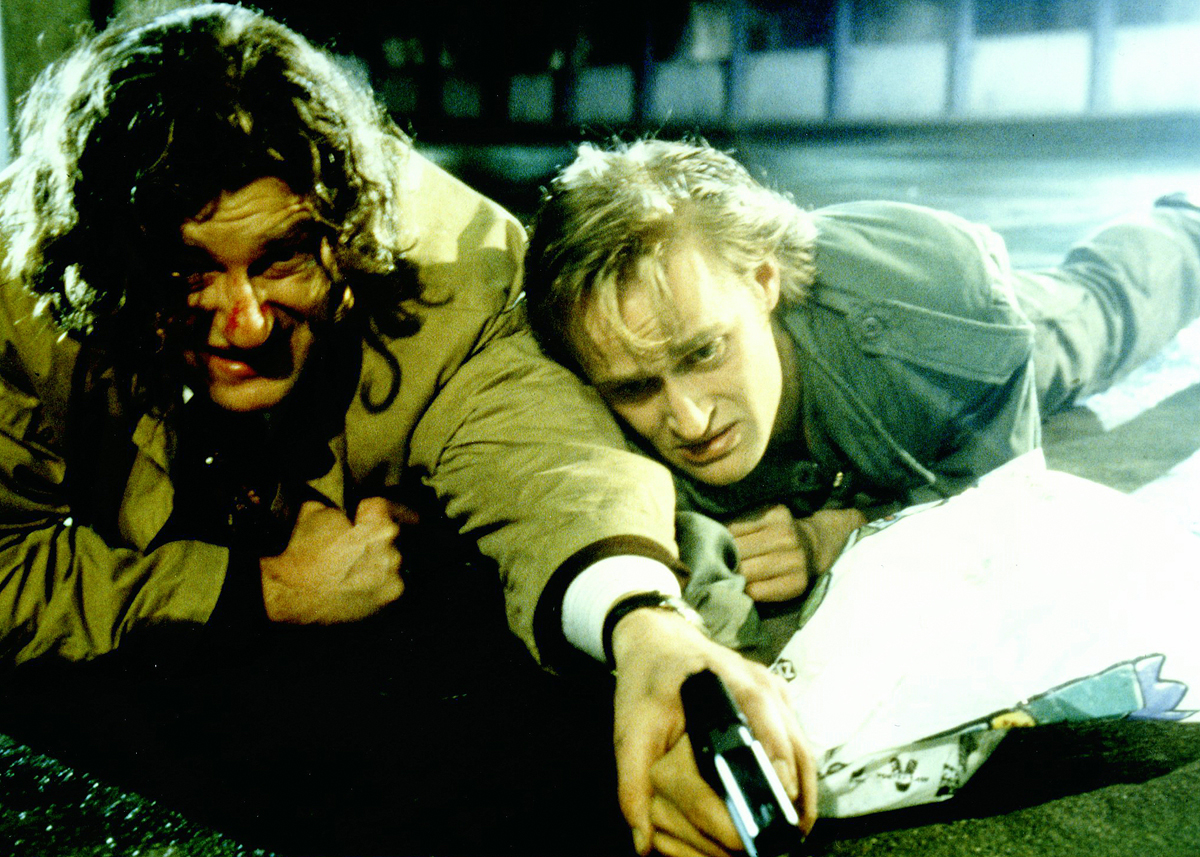
Scena z jednego z odcinków

Fabułę serialu stanowią oddzielne epizody z praktyki niemieckiej policji kryminalnej. W odróżnieniu od innych tego typu seriali tematem filmu nie są przestępstwa dużej kategorii, lecz kradzieże, oszustwa, przemoc w rodzinie. Główny akcent położony jest (przynajmniej w odcinkach produkcji NRD) na aspekt psychologiczny dokonywanych czynów – mentalność przestępców, ich motywy, odczucia ofiar itp.

## Główne role
- Peter Borgelt – por. Peter Fuchs (odcinki lat 1971-1991)
- Jürgen Frohriep(inne języki) – por. Jürgen Hübner (odcinki lat 1972-1994)
- Wolfgang Winkler – kpt. Herbert Schneider (odcinki lat 1979-2010)
- Jaecki Schwarz(inne języki) – kpt. Herbert Schmücke (odcinki lat 1987-2010)
- Sigrid Göhler(inne języki) – p.por. Vera Arndt (odcinki lat 1971-2001)
- Andreas Schmidt-Schaller(inne języki) – p.por. Thomas Grawe (odcinki lat 1973-2004)
- Marie Gruber – Rosamunde Weigand (odcinki lat 1985-2010)
- Klaus-Jürgen Steinmann(inne języki) – dr. Klaus Riepe (odcinki lat 1971-2008)

## Wersja polska
- Wersja polska - Studio Opracowań Filmów w Łodzi
- Reżyseria - Mirosław Bartoszek, Maria Piotrowska, Czesław Staszewski, Grzegorz Sielski, Ryszard Sobolewski, Maria Horodecka.

## Odcinki serialu
| Sezon | Rok pierwszej emisji | Liczba odcinków |
| ----- | -------------------- | --------------- |
| 1     | 1971                 | 2               |
| 2     | 1972                 | 9               |
| 3     | 1973                 | 9               |
| 4     | 1974                 | 9               |
| 5     | 1975                 | 7               |
| 6     | 1976                 | 7               |
| 7     | 1977                 | 7               |
| 8     | 1978                 | 6               |
| 9     | 1979                 | 6               |
| 10    | 1980                 | 6               |
| 11    | 1981                 | 8               |
| 12    | 1982                 | 5               |
| 13    | 1983                 | 6               |
| 14    | 1984                 | 7               |
| 15    | 1985                 | 7               |
| 16    | 1986                 | 7               |
| 17    | 1987                 | 8               |
| 18    | 1988                 | 8               |
| 19    | 1989                 | 9               |
| 20    | 1990                 | 11              |
| 21    | 1991                 | 9               |
| 22    | 1993                 | 4               |
| 23    | 1994                 | 9               |
| 24    | 1995                 | 12              |
| 25    | 1996                 | 7               |
| 26    | 1997                 | 10              |
| 27    | 1998                 | 11              |
| 28    | 1999                 | 7               |
| 29    | 2000                 | 10              |
| 30    | 2001                 | 11              |
| 31    | 2002                 | 11              |
| 32    | 2003                 | 8               |
| 33    | 2004                 | 10              |
| 34    | 2005                 | 9               |
| 35    | 2006                 | 10              |
| 36    | 2007                 | 8               |
| 37    | 2008                 | 9               |
| 38    | 2009                 | 9               |
| 39    | 2010                 | 8               |
| 40    | 2011                 | 10              |
| 41    | 2012                 | 8               |
| 42    | 2013                 | 8               |
| 43    | 2014                 | 8               |
| 44    | 2015                 | 6               |
| 45    | 2016                 | 6               |
| 46    | 2017                 | 6               |
| 47    | 2018                 | 8               |
| 48    | 2019                 | 8               |
| 49    | 2020                 | 6               |
| 50    | 2021                 | 6               |
| 51    | 2022                 | 7               |
| 52    | 2023                 | 8               |
| 53    | 2024                 | 5               |

## Odcinki polsko-niemieckie
20 grudnia 2015 roku ARD i TVP 1 wyemitowały 354 odcinek "Na granicy" ("Grenzgänger") o współpracy policji polskiej i niemieckiej. W głównych rolach wystąpili Maria Simon i Lucas Gregorowicz, a także Danuta Stenka i Robert Gonera. 

## Polscy aktorzy i filmowcy
- Odcinek zatytułowany "Alarm am See" z 1973 roku został wyreżyserowany przez Jerzego Bednarczyka i Jana Laskowskiego, którzy byli także współautorami scenariusza, za kamerą stał Jan Laskowski a jedną z ról zagrał Emil Karewicz.
- W odcinku zatytułowanym "Im Alter von.." z 1974 roku wystąpili Stanisław Zaczyk, Teresa Lipowska i Wiesława Niemyska.
- W 2008 roku w jednym z odcinków wystąpiła gościnnie Agata Buzek.
- W 2020 roku w odcinku "Tod einer Journalistin" Maciej Stuhr zagrał sędziego.
- Od roku 2015 Robert Gonera jest polskim aktorem, który na stałe zagościł w serialu. Wciela się w nim w postać nadkomisarza Pawlaka, funkcjonariusza polsko-niemieckiego posterunku w Świecku[2][3].